# Taques de Bitot

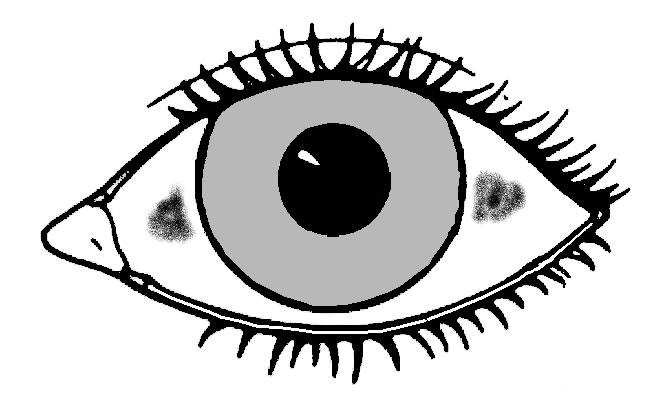
Ubicació típica de les taques de Bitot

Les taques de Bitot són dipòsits petits de forma triangular, blanques i seques que apareixen a la porció de la conjuntiva de l'ull a causa d'una deficiència de la Vitamina A. En 1863, Pierre Bitot (1822-1888), un metge francès, fou el primer a descriure aquestes taques.
Si aquestes taques és fan més grans es pot desenvolupar una malaltia anomenada xeroftàlmia.